# 釜山医療院
釜山医療院（プサンいりょういん）(英名：Busan Medical Center)は、釜山広域市蓮堤区にある562床、27診療科を持つ公立病院。

## 沿革
- 1876年11月 - 官立済生医院開業
- 1894年10月 - 釜山公立病院に改称
- 1907年12月 - 釜山居留民団病院に改称
- 1914年4月 - 釜山府立病院に改称
- 1947年7月 - 釜山私立病院に改称
- 1951年6月 - 陸軍病院として使用
- 1956年6月 - 玩月洞に移転
- 1962年5月 - 釜田洞に移転
- 1968年12月 - 蓮山洞に移転
- 1982年7月 - 地方公社釜山直轄市医療院として発足
- 1995年3月 - 釜山広域市医療院に改称
- 2001年12月 - 現在の位置に移転。

## 認定病床数
- 許可病床数 562床
- 一般病床数 444床
- 精神病床数 32床
- 感染症病床数 17床
- 公益病床数69床

## 診療科等
- 腎臓内科
- 内分泌内科
- 心臓内科
- リウマチ内科
- 血液腫瘍内科
- 消化器内科
- 外科
- 胸部外科
- 神経外科
- 皮膚科
- 産婦人科
- 小児青少年科
- 泌尿器科
- 耳鼻咽喉科
- 眼科
- 精神健康医学科
- 神経科
- 家庭医学科
- 応急医学科
- 映像医学科
- リハビリテーション科

麻酔痛症医学科
- 診断検査医学科
- 病理科
- 歯科

## 交通アクセス
- 54番、57番、81-1番、マウル17番：いずれも釜山医療院下車